# كال توماس
كال توماس (بالإنجليزية: Cal Thomas)‏ هو كاتب العمود وصحفي أمريكي، ولد في 2 ديسمبر 1942 في واشنطن العاصمة في الولايات المتحدة.

## وصلات خارجية
- كال توماس على موقع IMDb (الإنجليزية)
- كال توماس على موقع إن إن دي بي (الإنجليزية)
- كال توماس على موقع قاعدة بيانات الفيلم (الإنجليزية)